# Habsburg Mária magyar királyné (1528–1603)
Ausztriai Mária (spanyolul: María de Austria, származása révén ismert még Spanyolországi Mária néven is, németül: Maria von Spanien; Madrid, Kasztília, 1528. június 21. – Madrid, Kasztília, 1603. február 26.), II. Miksa császár feleségeként német királyné és német-római császárné, valamint Csehország és Magyarország királynéja 1564-től hitvese 1576-ban bekövetkezett haláláig. A Szent Római Birodalom legnagyobb befolyással bíró császárnéi közt tartjuk számon.

## Életrajza

### Ifjúkora

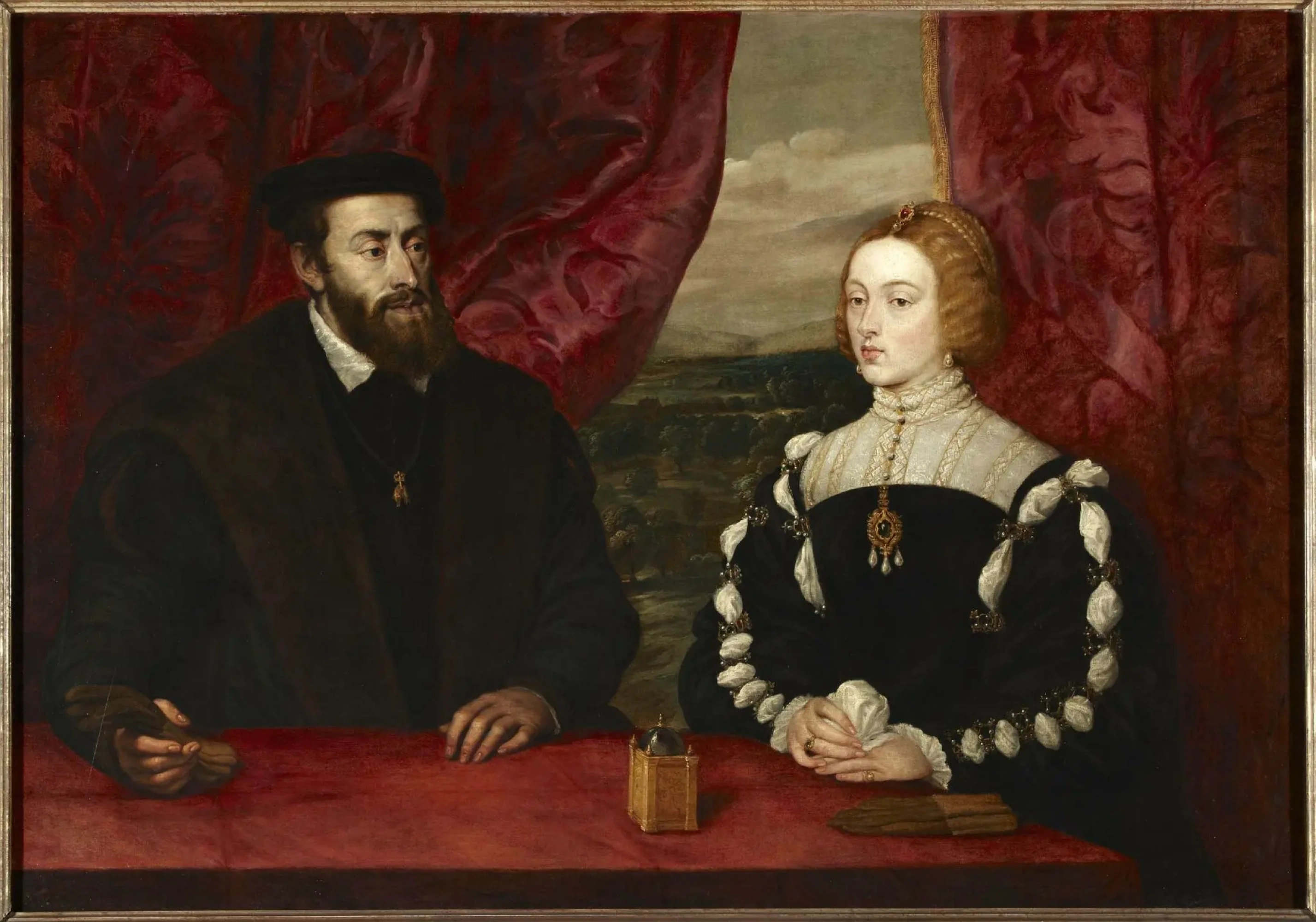
Mária szülei: V. Károly német-római császár és spanyol király és Portugáliai Izabella császárné (Tiziano Vecellio nyomán Peter Paul Rubens, 1628 körül)

Mária 1528. június 21-én született Madridban, a Habsburg-ház tagjaként. Apja V. Károly német-római császár, aki 1516-tól az egyesített Kasztíliai és Aragóniai Királyságok első uralkodója is volt. Édesanyja, Portugáliai Izabella az Avis-házból származott.
Gyermekkorát bátyjával, Fülöppel, valamint húgával, Johannával töltötte Toledóban és Valladolidban. Fivéréhez hasonlóan erős és határozott személyiség lett, egyben buzgó és mélyen vallásos katolikus. Anyjuk 1539-ben elhunyt, amikor Mária mindössze tíz éves volt. Halálával a fiatal infánsnő lett az udvar legmagasabb rangú hölgye. Uralkodói kötelezettségeiből adódóan apjuk rendszeresen volt távol huzamosabb ideig, ennek ellenére szoros kapcsolatot tudott kialakítani gyermekeivel.

### Házassága

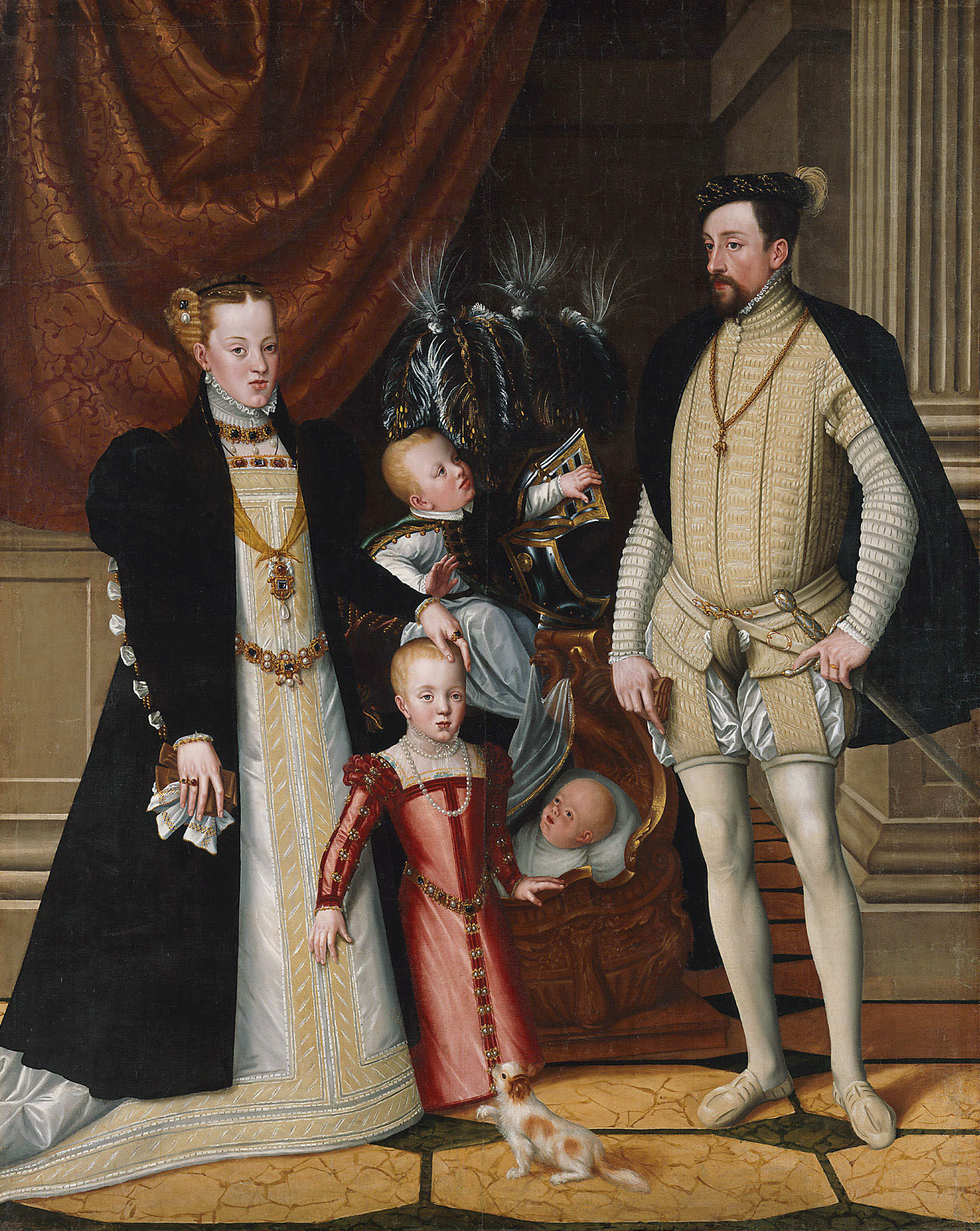
Mária császárné és II. Miksa császár legidősebb gyermekeikkel: előtérben pirosban Anna főhercegnő, valamint Rudolf és Ernő főhercegek (Giuseppe Arcimboldo, Bécsi Szépművészeti Múzeum)

Az 1542 és 1546 között zajló Itáliai háborút részben lezáró crépyi békeszerződés (1544. szeptember 18.) értelmében Mária vagy unokatestvére, Anna hozzáment volna I. Ferenc francia király legkisebb fiához, II. Károly, Orléans hercegéhez. A házasulandó főhercegnő hozománya Burgundia lett volna (Anna hozománya a Milánói Hercegség). Apja, a császár végül leánya, Mária kiházasítása mellett döntött, ám a frigyre nem került sor, mivel az orléans-i herceg 1545 szeptemberében elhunyt pestis következtében.
1548. szeptember 15-én végül első-unokatestvéréhez, I. Ferdinánd magyar király (később német-római császár) fiához, Miksa főherceghez ment feleségül Valladolidban. Huszonnyolc éves házasságuk alatt összesen tizenhat gyermekük született.
Az ifjú házasok kezdetben Spanyolországban éltek. Mivel apját, a császárt a német ügyek kötötték le, fivére, Fülöp infáns pedig távol volt a spanyol udvartól, így Mária és Miksa lett a birodalom régense 1548 és 1551 között. 1552-ben végül átköltöztek a Szent Római Birodalomba Miksa apjának, Ferdinándnak udvarába, Bécsbe. Miután apja lemondott császári és spanyol királyi címéről (előbbiről testvére, utóbbiról fia javára), Mária 1558-ban ismét visszatért hazájába, hogy az Angliában tartózkodó testvére nevében kormányozza az országot 1561-ig – régensi tisztségében húgát, Johannát követte.

### Német-római császárnéként

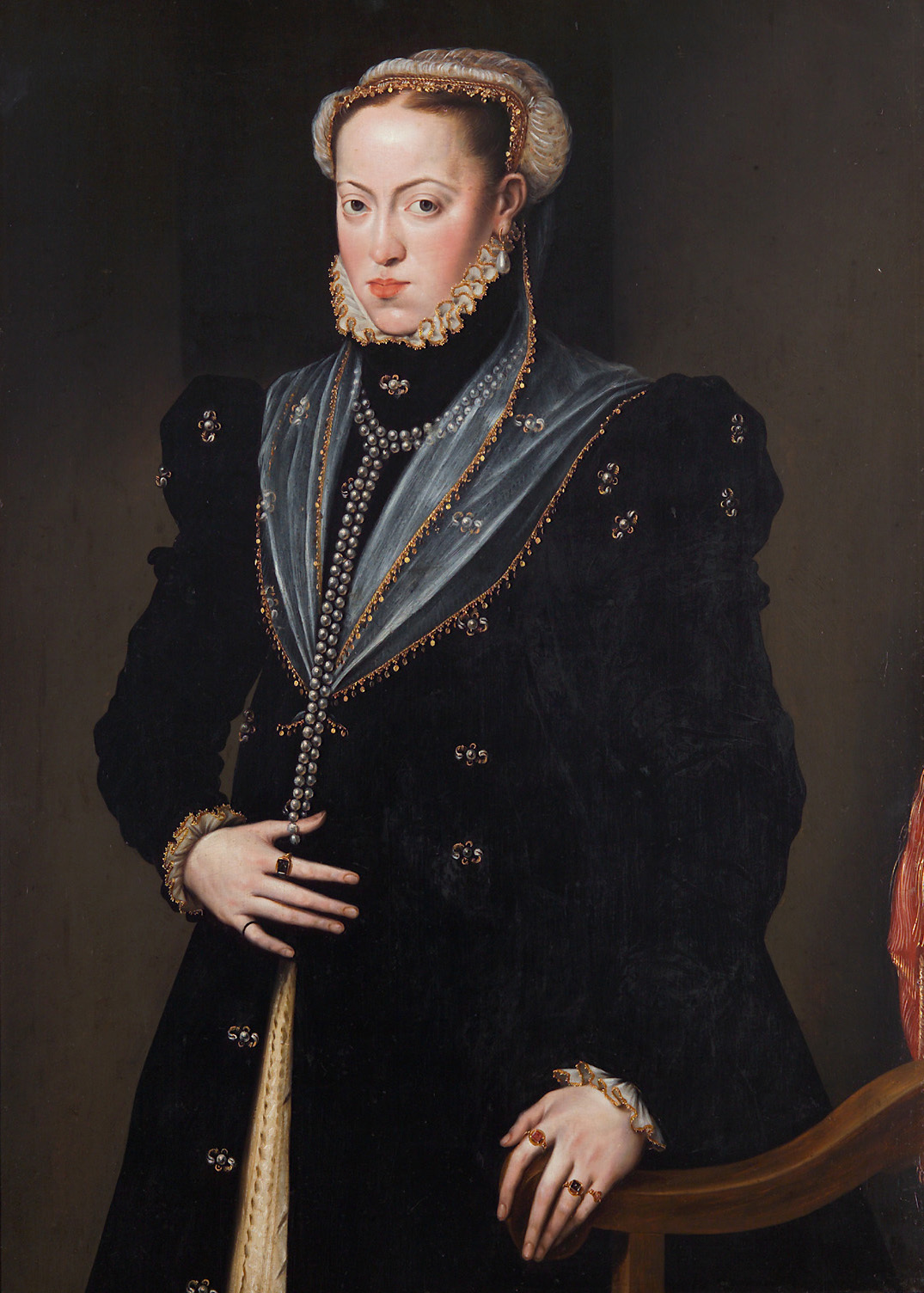
Mária portréja 1557 után (ismeretlen festő, Bécsi Szépművészeti Múzeum)

1564-ben elhunyt apósa, I. Ferdinánd. Császári és királyi címei Mária férjére, Miksára szálltak. Cseh királynévá már 1562. szeptember 21-én megkoronázták Prágában, a Szent Vitus-székesegyházban, azon év november 30-án német királynévá a frankfurti Szent Bertalan-dómban, míg magyar királynévá koronázására 1563. szeptember 9-én, a pozsonyi Szent Márton-dómban került sor.
A mélyen vallásos Mária császárné egész Ausztriában való tartózkodása során rosszul érezte magát és visszavágyott hazájába, a szigorúan katolikus spanyol udvarba. Buzgón támogatta a katolicizmust, és elítélte férje vallási toleranciáját, amit a protestánsok iránt tanúsított. Hithű katolikus spanyol személyekkel vette körül magát: közeli barátja és udvarhölgye Margarita de Cardona nemesasszony volt, udvartartását Maria de Requenes szervezte spanyol módra.
Mária császárné nagy befolyást gyakorolt gyermekeire. Két fiát is testvére, II. Fülöp spanyol király udvarába küldte, hogy biztosítsa számukra a szigorú katolikus neveltetést. Fivérével folyamatos levelezésben volt, ezzel biztosította a Habsburg-ház spanyol és osztrák ágai közötti jó viszonyt, ami férje protestánsokkal való toleranciája miatt megromlott a két család között. 1570-ben legidősebb leánya esküvőjét szervezte Asztúria hercegével, az esküvőre azonban nem került sor, a leány nagybátyához, Mária testvéréhez, Fülöp királyhoz ment feleségül. Másik leánya, Erzsébet esküvőjére a francia királlyal, IX. Károllyal szintén 1570-ben került sor. A francia királyi párnak egy leánya született: Mária Erzsébet, akinek keresztszülei Mária császárné és I. Erzsébet angol királynő lett 1573-ban.

### Özvegységben

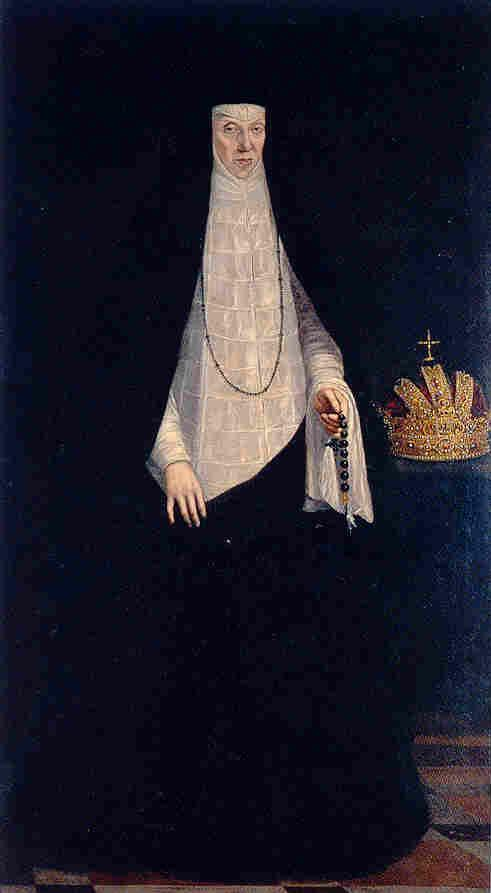
Az özvegy császárné portréja a madridi Las Descalzas Reales-i kolostorban (Juan Pantoja de la Cruz, 17. század)

1576. október 12-én elhunyt férje, II. Miksa német-római császár. A megözvegyült Mária még hat évet a bécsi császári udvarban maradt, nagy befolyást gyakorolva az új uralkodóra, II. Rudolf császárra, valamint másik fiára, Mátyás főhercegre. 1580 októberében betegség következtében meghalt legidősebb leánya, Anna spanyol királyné is. A leány halála után annak özvegyen maradt férjének, II. Fülöp spanyol királynak (aki ugyebár Mária testvére volt) felajánlotta legfiatalabb leánya, Margit főhercegnő kezét.
1581 végén visszaindult leányával, Margittal szeretett hazájába, Spanyolországba. A főhercegnő végül nem lett nagybátyja ötödik felesége, ugyanis Madridban klarissza apácának állt. Mária számos eseményt befolyásolt a spanyol udvarban is: erősen katolikus és osztrákbarát politikai frakciót alkotott fivére, majd unokaöccse, III. Fülöp spanyol király udvarában; leányával, Margittal, valamint az új királynéval (egyben unokahúgával), Ausztriai Margittal egy erős befolyásos kört alkotott, jelentős hatást gyakorolva a királyra Lerma hercegével és annak politikájával szemben.
Mária élete végén csatlakozott leányához a madridi Las Descalzas Reales-i kolostorba és maga is klarissza apácának állt. Itt hunyt el 1603. február 26-án, hetvennégy esztendős korában. Mivel az özvegy császárné az egyik legfőbb mecénása és védnöke volt Tomás Luis de Victoriának, a zeneszerző neki komponálta második rekviemét Officium Defunctorum címen. A művet a spanyol aranykor egyik legfőbb zenei darabjaként tartja számon az utókor.